# 1975 في الولايات المتحدة
فيما يلي قوائم الأحداث التي وقعت خلال عام 1975 في الولايات المتحدة.

## أحداث
- 24 يونيو – الخطوط الجوية الشرقية الرحلة 66

## سياسة

### تعيين في المنصب
- 1 يناير – تشاك شومر عضو جمعية ولاية نيويورك.
- 1 يناير – ماريو كومو Secretary of State of New York [الإنجليزية]‏.
- 1 يناير – ماكس بوكس عضو مجلس النواب الأمريكي.
- 1 يناير – هيو كاري حاكم نيويورك [الإنجليزية]‏.
- 3 يناير – باتريك ليهي عضو مجلس الشيوخ الأمريكي.
- 3 يناير – دايل بمبرز عضو مجلس الشيوخ الأمريكي.
- 3 يناير – هاوراد بيرمان عضو جمعية ولاية كاليفورنيا.
- 6 يناير – جوان فيني Kansas State Treasurer [الإنجليزية]‏.
- 6 يناير – جيري براون حاكم كاليفورنيا.
- 8 يناير – إيلا تامبوسي غراسو حاكم كونيتيكت  [لغات أخرى]‏.
- 21 يناير – جيمس إدواردز حاكم كارولينا الجنوبية [الإنجليزية]‏.
- 2 فبراير – إدوارد هيرش ليفي نائب عام الولايات المتحدة.
- 18 مارس – جون توماس دنلوب وزير العمل الأمريكي.
- 2 مايو – بول فولكر نظام الاحتياطي الفدرالي.
- 3 نوفمبر – برنت سكوكروفت مستشار الأمن القومي الأمريكي.
- 20 نوفمبر – دونالد رامسفيلد وزير الدفاع الأمريكي.

### انتهاء فترة المنصب
- 1 يناير – جوزيف إ. برينان عضو مجلس ولاية مين.
- 3 يناير – بوب ماثياس عضو مجلس النواب الأمريكي.
- 3 يناير – جورج آيكن عضو مجلس الشيوخ الأمريكي.
- 3 يناير – دايل بمبرز حاكم أركنساس  [لغات أخرى]‏.
- 3 يناير – هارولد ايفرت هيوز عضو مجلس الشيوخ الأمريكي.
- 5 يناير – هاري ريد نائب حاكم نيفادا [الإنجليزية]‏.
- 6 يناير – جيري براون Secretary of State of California [الإنجليزية]‏.
- 6 يناير – رونالد ريغان حاكم كاليفورنيا.
- 6 يناير – ستانلي ك هاثاواي حاكم وايومنغ  [لغات أخرى]‏.
- 13 يناير – جون وليام براون نائب حاكم ولاية أوهايو [الإنجليزية]‏.
- 13 يناير – ساندرا داي أوكونور عضو مجلس ولاية أريزونا.
- 13 يناير – ماكس كليلاند عضو مجلس ولاية جورجيا.
- 14 يناير – جيمي كارتر حاكم جورجيا [الإنجليزية]‏.
- 5 فبراير – جيمس توماس لين وزير الإسكان والتنمية المدنية (الولايات المتحدة).
- 8 أغسطس – كاسبار واينبرغر وزير الصحة والخدمات الإنسانية الأمريكي.
- 3 نوفمبر – هنري كسنجر مستشار الأمن القومي الأمريكي.
- 19 نوفمبر – جيمس شليسنجر وزير الدفاع الأمريكي.

## رياضة
- 5 أكتوبر – جائزة الولايات المتحدة الكبرى 1975 الفائز نيكي لاودا.

## ظهور
- 1 يناير – بانك
- 1 يناير – موجة جديدة
- 3 نوفمبر – صباح الخير يا أمريكا

## أفلام
من الأفلام التي صدرت هذه السنة في الولايات المتحدة:
- 1 يناير – أحدهم طار فوق عش الوقواق من إخراج ميلوش فورمان.
- 1 يناير – أطول يارد من إخراج Robert Aldrich [الإنجليزية]‏.
- 1 يناير – الرابط الفرنسي 2 من إخراج جون فرانكنهايمر.
- 1 يناير – الزلزال من إخراج مارك روبسون.
- 1 يناير – العاصفة والأسد من إخراج جون ميليوس.
- 1 يناير – باري ليندون من إخراج ستانلي كوبريك.
- 1 يناير – شامبو من إخراج هال آشبي.
- 1 يناير – عصر يوم قائظ من إخراج سيدني لوميت.
- 1 يناير – فتيان الشروق من إخراج هربرت روس.
- 1 يناير – مقاتل النهاية من إخراج روبرت كلاوس.
- 1 يناير – ناشفيل من إخراج روبرت ألتمان.
- 1 يناير – وثيقة سافاج: رجل البرونز من إخراج مايكل أندرسون (مخرج أفلام).
- 20 يونيو – الفك المفترس من إخراج ستيفن سبيلبرغ.[1]
- 12 ديسمبر – الجزء الثاني من إخراج فرانسيس فورد كوبولا.
- 14 ديسمبر – الجحيم المرتفع من إخراج جين ألين، John Guillermin [الإنجليزية]‏.
- 15 ديسمبر – فرانكشتاين الصغير من إخراج جين وايلدر، ميل بروكس.
- 17 ديسمبر – الرجل الذي سيصبح ملك من إخراج جون هيوستن.[2]

## برامج ومسلسلات وأنمي
- عالم آخر
- ون داي آت أتايم
- كولمبو
- ذا جيفرسونز
- مودي
- حي السيد روجرز
- أز ذا وورلد تيرنز
- أيام سعيدة
- بيت صغير على المرج
- سامرسيت
- غان سموك
- هاواي فايف أو
- غايدنغ لايت

## كتب
من الكتب التي صدرت هذه السنة في الولايات المتحدة:
- 1 يناير – أكذوبة القرن العشرين من تأليف Arthur Butz [الإنجليزية]‏.
- 1 يناير – ضد إرادتنا من تأليف سوزان براون ميلر.
- 1 سبتمبر – ثلاثية إلوميناتوس من تأليف روبرت شي، روبرت ويلسون (عالم).

## مواليد

### يناير
- 1 يناير – جون كينغ جونيور
- 1 يناير – جيف موس عالِم حاسوب من الولايات المتحدة الأمريكية.
- 1 يناير – داربي مكديفيت كاتب سيناريو من الولايات المتحدة الأمريكية.
- 1 يناير – سوزي قاسم[3]
- 1 يناير – نك بيزولاتو كاتب أمريكي.
- 1 يناير – ياسر قاضي
- 2 يناير – إيمانويل أوغستوس ملاكم من الولايات المتحدة الأمريكية.
- 2 يناير – داكس شيبرد
- 2 يناير – كوري بروير لاعب كرة سلة أمريكي.
- 5 يناير – برادلي كوبر ممثل ومنتج افلام أمريكي.[4]
- 6 يناير – لورا بيرغ لاعبة كرة لينة من الولايات المتحدة الأمريكية.
- 12 يناير – تشيس هامبتون
- 12 يناير – كريستوفر جارتين ممثل أمريكي.
- 14 يناير – جوردن لاد ممثلة أمريكية.[5]
- 16 يناير – مارك جاكسون لاعب كرة سلة أمريكي.
- 17 يناير – فريدي رودريغز ممثل أمريكي.[6]
- 20 يناير – إيرا نيوبل لاعب كرة سلة أمريكي.
- 20 يناير – مونيك[7]
- 22 يناير – بالتاسار جيتي[8]
- 22 يناير – جوش إرنست
- 26 يناير – فرانكي رايدر عارضة من الولايات المتحدة الأمريكية.
- 27 يناير – بريان مينتو ملاكم من الولايات المتحدة الأمريكية.
- 28 يناير – تيم مونتغومري[9]
- 29 يناير – روبرت غارسيا ملاكم مكسيكي.
- 29 يناير – سارة جيلبرت ممثلة أمريكية.[10]
- 29 يناير – شريف آتكينز ممثل أمريكي.
- 30 يناير – جاي لارانياغا
- 31 يناير – جيميل ريتش لاعب كرة سلة أمريكي.

### فبراير
- 2 فبراير – كريس غارنر لاعب كرة سلة أمريكي.
- 3 فبراير – جانون رولاند لاعبة كرة سلة من الولايات المتحدة الأمريكية.
- 7 فبراير – دان چرين
- 8 فبراير – جونا بليشمان ممثل أمريكي.
- 10 فبراير – تينا تومسون
- 11 فبراير – جاك فوغن
- 12 فبراير – سكوت بولارد لاعب كرة سلة أمريكي.
- 12 فبراير – كليف بليزينسكي مصمم من الولايات المتحدة الأمريكية.
- 12 فبراير – مايكل راي باور ممثل أمريكي.
- 13 فبراير – توني دالتون ممثل مكسيكي.
- 16 فبراير – جوش كيلر لاعب كرة قدم من الولايات المتحدة الأمريكية.[11]
- 19 فبراير – روسيل إليس لاعب كرة سلة أمريكي.
- 20 فبراير – براين ليتريل
- 22 فبراير – درو باريمور[12]
- 22 فبراير – لي نيلون لاعب كرة سلة أمريكي.
- 25 فبراير – تشيلسي هاندلر[13]
- 27 فبراير – براندون وليامز لاعب كرة سلة أمريكي.

### مارس
- 1 مارس – دينا الجهني
- 4 مارس – جاكلين اندرسون
- 5 مارس – جولين بلالوك
- 7 مارس – أودري ماري أندرسون[14]
- 10 مارس – جيمي أرنولد لاعب كرة سلة أمريكي.
- 10 مارس – راهشون تيرنر لاعب كرة سلة أمريكي.
- 11 مارس – سيدريك هندرسون لاعب كرة سلة أمريكي.
- 11 مارس – كريستيان بومان ممثل أمريكي.
- 13 مارس – كريس أشوورث ممثل أمريكي.
- 14 مارس – أنجيلا روكوود
- 15 مارس – إيفا لانغوريا ممثلة أمريكية.[15]
- 15 مارس – ويل.آي.أم[16]
- 17 مارس – ناتالي زي ممثلة أمريكية.[17]
- 18 مارس – سوتون فوستر ممثلة أمريكية.[18]
- 19 مارس – أنطونيو دانييلز لاعب كرة سلة أمريكي.
- 20 مارس – رامين باهراني
- 22 مارس – آن دوديك ممثلة أمريكية.[19]
- 22 مارس – غييرمو دياز ممثل أمريكي.
- 22 مارس – كول هوسر[20]
- 25 مارس – توم بوسرت محامي من الولايات المتحدة الأمريكية.
- 27 مارس – فيرغي
- 28 مارس – شانا موكلر[21]
- 31 مارس – آدم جرين

### أبريل
- 1 أبريل – جورج باستل لاعب كرة مضرب سويسري.
- 2 أبريل – آدم رودريغيز ممثل أمريكي.
- 2 أبريل – راندي ليفينغستون لاعب كرة سلة أمريكي.
- 2 أبريل – نيت هوفمان لاعب كرة سلة أمريكي.
- 4 أبريل – جوش هايز متسابق دراجات نارية من الولايات المتحدة الأمريكية.
- 5 أبريل – جوسي جي[22]
- 5 أبريل – شاموند ويليامز لاعب كرة سلة أمريكي.
- 6 أبريل – زاك براف[23]
- 7 أبريل – جون كوبير
- 9 أبريل – إد إليسما لاعب كرة سلة أمريكي.
- 9 أبريل – ديفيد غوردون غرين[24]
- 10 أبريل – دومينيك جوينن ملاكم من الولايات المتحدة الأمريكية.
- 14 أبريل – إيمي دوماس[25]
- 16 أبريل – آيزاك فونتين لاعب كرة سلة أمريكي.
- 16 أبريل – كيون كلارك لاعب كرة سلة أمريكي.
- 19 أبريل – تاونسند بيل سائق سيارة سباق من الولايات المتحدة الأمريكية.
- 21 أبريل – براين جي وايت ممثل أمريكي.[26]
- 27 أبريل – زيندن هاميلتون لاعب كرة سلة أمريكي.
- 28 أبريل – مارتن لويس لاعب كرة سلة أمريكي.

### مايو
- 1 مايو – أنتواين سميث لاعب كرة سلة أمريكي.
- 1 مايو – أوستن كروشر لاعب كرة سلة أمريكي.
- 2 مايو – دوروثي ميتكالف
- 2 مايو – كيت بالدوين مغنية أمريكية.[27]
- 3 مايو – كرستينا هندريكس ممثلة أمريكية.[28]
- 8 مايو – هيشيمو إيفانز
- 9 مايو – برايان ديجان متسابق دراجات نارية من الولايات المتحدة الأمريكية.
- 10 مايو – أندريا أندرس
- 11 مايو – كوبي بيل
- 13 مايو – بريان جيراغتي ممثل أمريكي.
- 13 مايو – كريس كراوفورد لاعب كرة سلة أمريكي.
- 14 مايو – راشد أتكينز لاعب كرة سلة من الولايات المتحدة الأمريكية.
- 15 مايو – راي لويس[29]
- 17 مايو – ريجي فريمان لاعب كرة سلة أمريكي.
- 20 مايو – توروس سايكس ملاكم من الولايات المتحدة الأمريكية.
- 21 مايو – غاري باليتو
- 26 مايو – لورين هيل[30]
- 26 مايو – نيكي أيكوكس ممثلة أمريكية.
- 27 مايو – أندري بينجامين[31]
- 27 مايو – دي جي كوليت[32]
- 28 مايو – رولاندو هورويتينير لاعب كرة سلة بورتوريكي.
- 29 مايو – ديفيد بورتكا[33]
- 30 مايو – ماريسا ماير[34]

### يونيو
- 1 يونيو – براين كونيزكو
- 4 يونيو – أنجلينا جولي ممثلة أمريكية، ومخرجة أفلام، وكاتبة سيناريو.[35]
- 4 يونيو – ثيو روسي ممثل أمريكي.
- 5 يونيو – بيث مورجان
- 7 يونيو – ألن إيفرسون[36]
- 15 يونيو – إليزابيث ريزر ممثلة أمريكية.
- 15 يونيو – جو إيرا كلارك لاعب كرة سلة أسترالي.
- 15 يونيو – سي. براون[37]
- 16 يونيو – أنتوني كارتر لاعب كرة سلة أمريكي.
- 17 يونيو – جوشوا ليونارد ممثل أمريكي.[38]
- 17 يونيو – كلو جونز ممثلة إباحية أمريكية.
- 19 يونيو – أنتوني باركر لاعب كرة سلة أمريكي.
- 20 يونيو – لون[39]
- 23 يونيو – أليسا بوراس لاعبة كرة سلة من الولايات المتحدة الأمريكية.
- 23 يونيو – مايك جيمس لاعب كرة سلة من الولايات المتحدة الأمريكية.
- 24 يونيو – كريستي بيرس لاعبة كرة قدم أمريكية.[40]
- 25 يونيو – ليندا إدنا كاردليني ممثلة أمريكية.
- 25 يونيو – مايكل ديكرسون لاعب كرة سلة أمريكي.
- 25 يونيو – ميشيل مريكن[41]
- 27 يونيو – توبي ماغواير[42]

### يوليو
- 1 يوليو – شون كولسون لاعب كرة سلة أمريكي.
- 3 يوليو – راين ماكبارتلن ممثل أمريكي.
- 3 يوليو – مارلون غارنيت لاعب كرة سلة أمريكي.
- 5 يوليو – ديل غودبولدو
- 6 يوليو – 50 سنت
- 7 يوليو – آدم نيلسون منافِس أوليمبي من الولايات المتحدة الأمريكية.
- 9 يوليو – جاك وايت[43]
- 9 يوليو – شيلتون بنجامين مصارع محترف من الولايات المتحدة الأمريكية.
- 11 يوليو – جون ويلنار ممثل أمريكي.
- 11 يوليو – ديزي دونوفان
- 11 يوليو – ليل كيم
- 11 يوليو – نادية سليمان[44]
- 11 يوليو – نعومي مكلور غريفيث
- 12 يوليو – كاي غرين
- 14 يوليو – إريك دامبير لاعب كرة سلة من الولايات المتحدة الأمريكية.
- 14 يوليو – لاتاشا هارلنز
- 17 يوليو – تشارلز جونز
- 18 يوليو – دارون ملكيان
- 18 يوليو – كافوسي فرانكلين لاعب كرة سلة أمريكي.
- 18 يوليو – كريس جونسون لاعب كرة سلة من الولايات المتحدة الأمريكية.
- 19 يوليو – روبن لانغدون ممثل من الولايات المتحدة الأمريكية.
- 20 يوليو – آيمي مولينس
- 20 يوليو – جودي جرير ممثلة أمريكية.[45]
- 20 يوليو – راي ألين لاعب كرة سلة أمريكي.
- 20 يوليو – كيسي شو لاعب كرة سلة أمريكي.
- 22 يوليو – سام جاكوبسون لاعب كرة سلة أمريكي.
- 24 يوليو – إريك سمندا ممثل أمريكي.
- 24 يوليو – توري ويلسون
- 24 يوليو – ريان ستاك لاعب كرة سلة أمريكي.
- 26 يوليو – جو سميث لاعب كرة سلة أمريكي.
- 28 يوليو – جيرالد براون لاعب كرة سلة أمريكي.
- 31 يوليو – روبن باترسون لاعب كرة سلة أمريكي.

### أغسطس
- 2 أغسطس – لاناردو تينر ملاكم من الولايات المتحدة الأمريكية.
- 7 أغسطس – جيسون كارتر سياسي أمريكي.
- 11 أغسطس – روجر كريغ سميث ممثل أمريكي.
- 12 أغسطس – كيسي أفليك ممثل وكاتب سيناريو ومنتج أفلام أمريكي.[46]
- 13 أغسطس – جيمس كربينالو ممثل أمريكي.[47]
- 15 أغسطس – جيمس ويد
- 15 أغسطس – كارا ولترز لاعبة كرة سلة أمريكية.
- 15 أغسطس – ويليام أنطونيو لاعب كرة سلة فلبيني.
- 18 أغسطس – كايتلين أولسون ممثلة أمريكية.[48]
- 19 أغسطس – تراسي توماس ممثلة أمريكية.[49]
- 21 أغسطس – أليسيا ويت ممثلة أمريكية.[50]
- 22 أغسطس – تشارلز سميث
- 22 أغسطس – ويلي فارلي لاعب كرة سلة أمريكي.
- 24 أغسطس – كيلي مكارتي لاعب كرة سلة من الولايات المتحدة الأمريكية.
- 25 أغسطس – جيمي لانج ملاكم من الولايات المتحدة الأمريكية.
- 26 أغسطس – شيا سيلز
- 27 أغسطس – كريم ريد لاعب كرة سلة أمريكي.
- 29 أغسطس – دانتي باسكو ممثل أمريكي.
- 29 أغسطس – كريستيان دالماو لاعب كرة سلة بورتوريكي.

### سبتمبر
- 1 سبتمبر – عمر رودريغز لوبيز
- 1 سبتمبر – كوتينو موبلي لاعب كرة سلة أمريكي.
- 3 سبتمبر – ريدفو
- 5 سبتمبر – بول سبادافورا ملاكم من الولايات المتحدة الأمريكية.
- 7 سبتمبر – مالك ديكسون لاعب كرة سلة من الولايات المتحدة الأمريكية.
- 8 سبتمبر – إلين باول لاعبة كرة سلة أمريكية.
- 8 سبتمبر – جون توماس لاعب كرة سلة من الولايات المتحدة الأمريكية.
- 10 سبتمبر – كايل بورنهيمير ممثل أمريكي.
- 13 سبتمبر – بيتر هي
- 15 سبتمبر – ستيفن سالايتا
- 15 سبتمبر – مارك ميلر
- 17 سبتمبر – جيمي جونسون سائق سيارة سباق من الولايات المتحدة الأمريكية.[51]
- 18 سبتمبر – جيسون سوديكس[52]
- 18 سبتمبر – موريل بيج لاعبة كرة سلة أمريكية.
- 19 سبتمبر – دانيال إيريك غولد ممثل أمريكي.[53]
- 19 سبتمبر – مارتي بيلافسكي ممثل أمريكي.
- 20 سبتمبر – مون بلودجود ممثلة أمريكية.
- 22 سبتمبر – ميرايل اينوس ممثلة أمريكية.
- 27 سبتمبر – إد غراي لاعب كرة سلة أمريكي.
- 27 سبتمبر – كريس هيرين لاعب كرة سلة من الولايات المتحدة الأمريكية.

### أكتوبر
- 3 أكتوبر – إنديا أري[54]
- 3 أكتوبر – طالب كويلي[55]
- 5 أكتوبر – سكوت وينجر ممثل أمريكي.
- 5 أكتوبر – مونيكا ريال ممثلة أمريكية.[56]
- 6 أكتوبر – ديماركو جونسون لاعب كرة سلة أمريكي.
- 7 أكتوبر – جيمي هيكتور ممثل أمريكي.
- 7 أكتوبر – راينو
- 8 أكتوبر – تايسون ويلر لاعب كرة سلة أمريكي.
- 10 أكتوبر – إيريك موريل
- 10 أكتوبر – دانيال سانتوس
- 11 أكتوبر – لويس أوزاوا تشانغتشين ممثل أمريكي.[57]
- 11 أكتوبر – نات فاكسون ممثل أمريكي.[58]
- 12 أكتوبر – برام كوهين
- 12 أكتوبر – ماريون جونز[59]
- 13 أكتوبر – مات جوردن لاعب كرة قدم من الولايات المتحدة الأمريكية.[60]
- 14 أكتوبر – فلويد لانديس درّاج طريق من الولايات المتحدة الأمريكية.
- 16 أكتوبر – جالين ينغ
- 22 أكتوبر – جيسي تايلر فيرغسون ممثل أمريكي.[61]
- 23 أكتوبر – كيث فان هورن لاعب كرة سلة أمريكي.
- 24 أكتوبر – ميليسا هوتشيسون ممثلة صوتي من الولايات المتحدة الأمريكية.[62]
- 27 أكتوبر – أرون رالستون
- 31 أكتوبر – جوليا لي[63]

### نوفمبر
- 2 نوفمبر – داني كوكسي ممثل أمريكي.
- 3 نوفمبر – ديمتريوس ألكسندر لاعب كرة سلة أمريكي.
- 4 نوفمبر – لورنزن رايت لاعب كرة سلة أمريكي.[64]
- 4 نوفمبر – ميكي مور لاعب كرة سلة أمريكي.
- 4 نوفمبر – هيذر توم[65]
- 8 نوفمبر – برفين نايت لاعب كرة سلة أمريكي.
- 8 نوفمبر – تارا ريد ممثلة أمريكية.[66]
- 11 نوفمبر – غريغوري ريد وايزمان رائد فضاء أمريكي.
- 12 نوفمبر – ألفين ينغ لاعب كرة سلة من الولايات المتحدة الأمريكية.
- 12 نوفمبر – أنجيلا واتسون ممثلة أمريكية.
- 12 نوفمبر – أندري باترسون لاعب كرة سلة أمريكي.
- 12 نوفمبر – جيسون ليزاك سباح أمريكي.
- 13 نوفمبر – عائشة هيندز ممثلة أمريكية.
- 17 نوفمبر – جيروم جيمس لاعب كرة سلة أمريكي.
- 17 نوفمبر – روشون ماكلويد
- 18 نوفمبر – جايسون وليامس
- 19 نوفمبر – توبي بيلي لاعب كرة سلة من الولايات المتحدة الأمريكية.
- 20 نوفمبر – جوشوا غوميز ممثل أمريكي.
- 20 نوفمبر – ديريكس بنتلي
- 20 نوفمبر – ريان بوين
- 21 نوفمبر – بينيت دافيسون لاعب كرة سلة من الولايات المتحدة الأمريكية.
- 21 نوفمبر – جيمي سيمبسون[67]
- 26 نوفمبر – دي جي خالد[68]
- 28 نوفمبر – برنارد براون لاعب كرة قدم أمريكي.
- 30 نوفمبر – مارك بلونت لاعب كرة سلة من الولايات المتحدة الأمريكية.

### ديسمبر
- 1 ديسمبر – ديفيد هورنسبي ممثل أمريكي.[69]
- 5 ديسمبر – بولا باتون ممثلة أمريكية.
- 5 ديسمبر – كوري كار لاعب كرة سلة أمريكي.
- 12 ديسمبر – تاميكا ديكسون لاعبة كرة سلة أمريكية.
- 12 ديسمبر – ميايم بياليك[70]
- 13 ديسمبر – سي جاي بروتون
- 14 ديسمبر – كادى ستريكلاند ممثلة أمريكية.[71]
- 19 ديسمبر – جيريمي سول ملحن أمريكي.[72]
- 20 ديسمبر – ديريك ديال لاعب كرة سلة أمريكي.
- 23 ديسمبر – بيلي توماس لاعب كرة سلة أمريكي.
- 23 ديسمبر – سيندي بلودجيت
- 25 ديسمبر – تود ويلز درّاج طريق من الولايات المتحدة الأمريكية.
- 30 ديسمبر – تايغر وودز[73]

## وفيات

### يناير
- 1 يناير – جيمي هوفا (مواليد 1913)
- 6 يناير – نويل ماديسون (مواليد 1897) ممثل أمريكي.
- 8 يناير – جون ديركس (مواليد 1905) ممثل أمريكي.[74]
- 16 يناير – هومر آدمز هولت (مواليد 1898) سياسي أمريكي.[75]
- 19 يناير – توماس هارت بنتون (مواليد 1889) رسام أمريكي.[76]

### فبراير
- 4 فبراير – لويس جوردن (مواليد 1908)[77]
- 4 فبراير – هوارد هيل (مواليد 1899)[78]
- 18 فبراير – ريمون مولي (مواليد 1886)[79]
- 20 فبراير – يوجين كينجمان (مواليد 1909) فنان أمريكي.
- 25 فبراير – إلايجا محمد (مواليد 1897)[80]
- 26 فبراير – بيغي بيرس (مواليد 1894) ممثلة أمريكية.[81]

### مارس
- 6 مارس – رافاييل تراسي (مواليد 1904) لاعب كرة قدم أمريكي.
- 8 مارس – إيموري ليون تشافي (مواليد 1885) فيزيائي أمريكي.[82]
- 8 مارس – جورج ستيفنز (مواليد 1904) مخرج أفلام أمريكي.[83]
- 14 مارس – سوزان هيوارد (مواليد 1917) ممثلة أمريكية.[84]

### أبريل
- 1 أبريل – جورج برهام بار (مواليد 1901)[85]
- 1 أبريل – فلورنس بالين (مواليد 1887) لاعبة كرة مضرب من الولايات المتحدة الأمريكية.
- 1 أبريل – ماري فاغنر (مواليد 1883) لاعبة كرة مضرب من الولايات المتحدة.
- 5 أبريل – جون أنطوني بيرنز (مواليد 1909) سياسي أمريكي.[86]
- 11 أبريل – جون أف. سيمز (مواليد 1916) سياسي أمريكي.[87]
- 12 أبريل – جوزفين بيكر (مواليد 1906)[88]
- 14 أبريل – فريدريك مارج (مواليد 1897)[89]
- 19 أبريل – بيرسي لافون جوليان (مواليد 1899) كيميائي من الولايات المتحدة الأمريكية.[90]
- 29 أبريل – جون ميلز هيوستن (مواليد 1890) سياسي أمريكي.[91]

### مايو
- 4 مايو – مو هاورد (مواليد 1897)[92]
- 8 مايو – أفري بروندج (مواليد 1887)[93]
- 18 مايو – ليروي أندرسون (مواليد 1908) ملحن أمريكي.[94]
- 28 مايو – إزارد تشارلز (مواليد 1921) ملاكم من الولايات المتحدة الأمريكية.[95]

### يونيو
- 6 يونيو – لاري بلايدن (مواليد 1925)[96]
- 14 يونيو – كلانسي كوبر (مواليد 1906) ممثل أمريكي.[97]
- 23 يونيو – وليام هانسن (مواليد 1911) ممثل من الولايات المتحدة الأمريكية.[98]

### يوليو
- 10 يوليو – ماري لينكولن بيكويث (مواليد 1898)
- 12 يوليو – والتر هارتمان هودج (مواليد 1896) قاضي أمريكي.[99]
- 18 يوليو – كارل أورتوين ساور (مواليد 1889)[100]
- 19 يوليو – ليفتي فريزل (مواليد 1928)[101]
- 20 يوليو – ريتشارد غاينز (مواليد 1904) ممثل أمريكي.

### أغسطس
- 3 أغسطس – جاك موليناس (مواليد 1931) لاعب كرة سلة أمريكي.
- 19 أغسطس – إيما هوغ (مواليد 1882) جامعة تحف من الولايات المتحدة الأمريكية.[102]
- 19 أغسطس – فرانك شيلدز (مواليد 1909)[103]
- 19 أغسطس – مارك دونوهيو (مواليد 1937)[104]
- 29 أغسطس – إيمون دي فاليرا (مواليد 1882) سياسي أمريكي.[105]

### سبتمبر
- 9 سبتمبر – مينتا دورفي (مواليد 1889) ممثلة أمريكية.[106]
- 10 سبتمبر – روبرت سبرول (مواليد 1891)[107]
- 20 سبتمبر – تشوك تومبكينز (مواليد 1889) لاعب كرة قاعدة من الولايات المتحدة الأمريكية.
- 24 سبتمبر – ايرل كابيل (مواليد 1906) سياسي أمريكي.[108]
- 26 سبتمبر – إيلين روزفلت (مواليد 1868) لاعبة كرة مضرب من الولايات المتحدة.

### أكتوبر
- 16 أكتوبر – دون باركلي (مواليد 1892)[109]
- 28 أكتوبر – ستانلي ستوتز (مواليد 1920) لاعب كرة سلة أمريكي.
- 30 أكتوبر – ألفريد بي موراه (مواليد 1904)[110]

### نوفمبر
- 1 نوفمبر – فرانسيس سيرز (مواليد 1898) فيزيائي أمريكي.
- 5 نوفمبر – إدوارد تاتوم (مواليد 1909)[111]
- 16 نوفمبر – آرثر إرنست مورغان (مواليد 1878)[112]
- 17 نوفمبر – كاي جونسون (مواليد 1904) ممثلة أمريكية.[113]

### ديسمبر
- 1 ديسمبر – آنا روزفلت هالستيد (مواليد 1906)[114]
- 7 ديسمبر – هاردي ألبرايت (مواليد 1903)[115]
- 17 ديسمبر – فرانك سولاي (مواليد 1908) ممثل أمريكي.[116]
- 18 ديسمبر – ايرل ويلر (مواليد 1908)[117]
- 24 ديسمبر – بيرنارد هيرمان (مواليد 1911) ملحن أمريكي.[118]
- 28 ديسمبر – فرانسيس ماري ماكونيل- ميلز (مواليد 1900) طبيبة أمريكية.